# Constantin Budescu
Constantin Valentin Budescu (Urziceni, 1989. február 19. –) román válogatott labdarúgó, az FC Astra Giurgiu játékosa. Posztját tekintve támadó középpályás.

## Pályafutása

### Klubcsapatokban
Budescu a román Petrolul Ploiești csapatánál kezdte meg profi labdarúgó pályafutását. 2011 és 2017 között az Astra Giurgiu és egy rövid ideig a kínai Dalian Yifang játékosa volt, előbbi csapattal román kupagyőztesnek mondhatja magát. 2017-ben a FCSB, 2018-ban pedig az Al-Shabab csapatát erősítette. Jelenleg az FC Astra Giurgiu játékosa.

### Válogatottban
2015-ben mutatkozott be a román válogatottban egy Magyarország elleni Eb-selejtező mérkőzésen.

## Góljai a román válogatottban
| #        | Dátum             | Ellenfél   | Eredmény | Kiírás              | Esemény      |
| -------- | ----------------- | ---------- | -------- | ------------------- | ------------ |
| 1. és 2. | 2015. október 11. | Feröer     | 3 – 0    | Eb-selejtező        | 4' 45+1' 88' |
| 3. és 4. | 2017. október 5.  | Kazahsztán | 3 – 1    | Vb-selejtező        | 33' 38' 80'  |
| 5.       | 2018. május 31.   | Chile      | 3 – 2    | barátságos mérkőzés | 66' 84'      |

## Sikerei, díjai
- Astra Giurgiu:
  - Román kupa: 2013-2014
  - Román szuperkupa: 2014